# Tiszabecs
Tiszabecs is een plaats (nagyközség) en gemeente in het Hongaarse comitaat Szabolcs-Szatmár-Bereg. Tiszabecs telt 1055 inwoners (2001).
De gemeente ligt aan de rivier de Tisza die de grens vormt met Oekraïne. Aan de overzijde van de rivier ligt de Oekraïense stad Vylok.
Deze stad heeft een Hongaarse meerderheid van 80% en behoorde tot 1920 ook tot Hongarije.